# Monastero del Senatore
Il monastero di Santa Maria e Sant'Aureliano, detto comunemente monastero del Senatore, fu uno dei più antichi e importanti monasteri femminili di Pavia.

## Storia e descrizione
Fu fondato nella prima metà dell'VIII secolo (nel 714 secondo un documento forse apocrifo), dal nobile Senatore (uomo di probabile origine latina - suo padre si chiamava Alboino o Albino - ascritto tra i potenti longobardi e appartenente alla cerchia del re) e dalla moglie Teodolinda, trasformando in cenobio la propria abitazione, dove già vivevano come monache la figlia Sinelinda, e Liceria, sorella di Senatore. 
Inizialmente soggetto al vescovo di Pavia, il monastero seguiva la regola benedettina; il papa Urbano IV lo pose sotto la diretta giurisdizione della Santa Sede. Il monastero aveva la qualifica di abbazia, e la badessa era eletta dalle monache.
Re e imperatori nei secoli IX-XII furono generosi di donazioni, conferme, immunità verso questa abbazia. Essa possedeva Porlezza e Mondondone frazione di Codevilla, e molte terre attorno a Voghera, su cui, grazie alle sopraddette immunità, esercitava la signoria feudale.
Tra dipendenze del monastero del Senatore si trovava, tra l'altro, il monastero di Sant'Eufemia di Tortona, con cui nell'anno 1100 sorsero alcune dispute. Tali contese vennero risolte solo cinque anni più tardi, per intervento di papa Pasquale II, il quale impose l'elezione di una nuova badessa del Senatore.
I beni dell'abbazia andarono via via assottigliandosi nel corso del tempo, ma il monastero pavese rimase sempre assai ricco. Nel 1778 la sua rendita ammontava a 35.395 lire, e vi risiedevano ben cinquantuno monache. Nel XV secolo l'abbazia fu unita alla congregazione benedettina cassinese. Nel 1799 fu soppressa e i suoi beni venduti a privati e dispersi.
Il monastero del Senatore si estendeva su un'area vastissima proprio al centro di Pavia, occupando non solo un intero quadrato della scacchiera romana della città (a nordovest del duomo), ma interrompendo l'originario tracciato del decumano massimo (attuale corso Cavour) giungeva fino alla via di San Giovanni Domnarum grazie all'acquisizione delle case già dei Bottigella. 

Soltanto dopo la soppressione del monastero, nel 1804, questo tratto di strada fu riaperto. Al posto della chiesa del monastero, affacciata su via Bossolaro, si trova oggi un cinema; l'ingresso al monastero era dalla parte opposta, in via Parodi, di fronte allo sbocco del vicolo ancor oggi detto del Senatore. 
Di tutta l'area solo una piccola parte ha ancora una destinazione simile a quella originaria (convitto delle madri Canossiane).